# ルリホオハチクイ

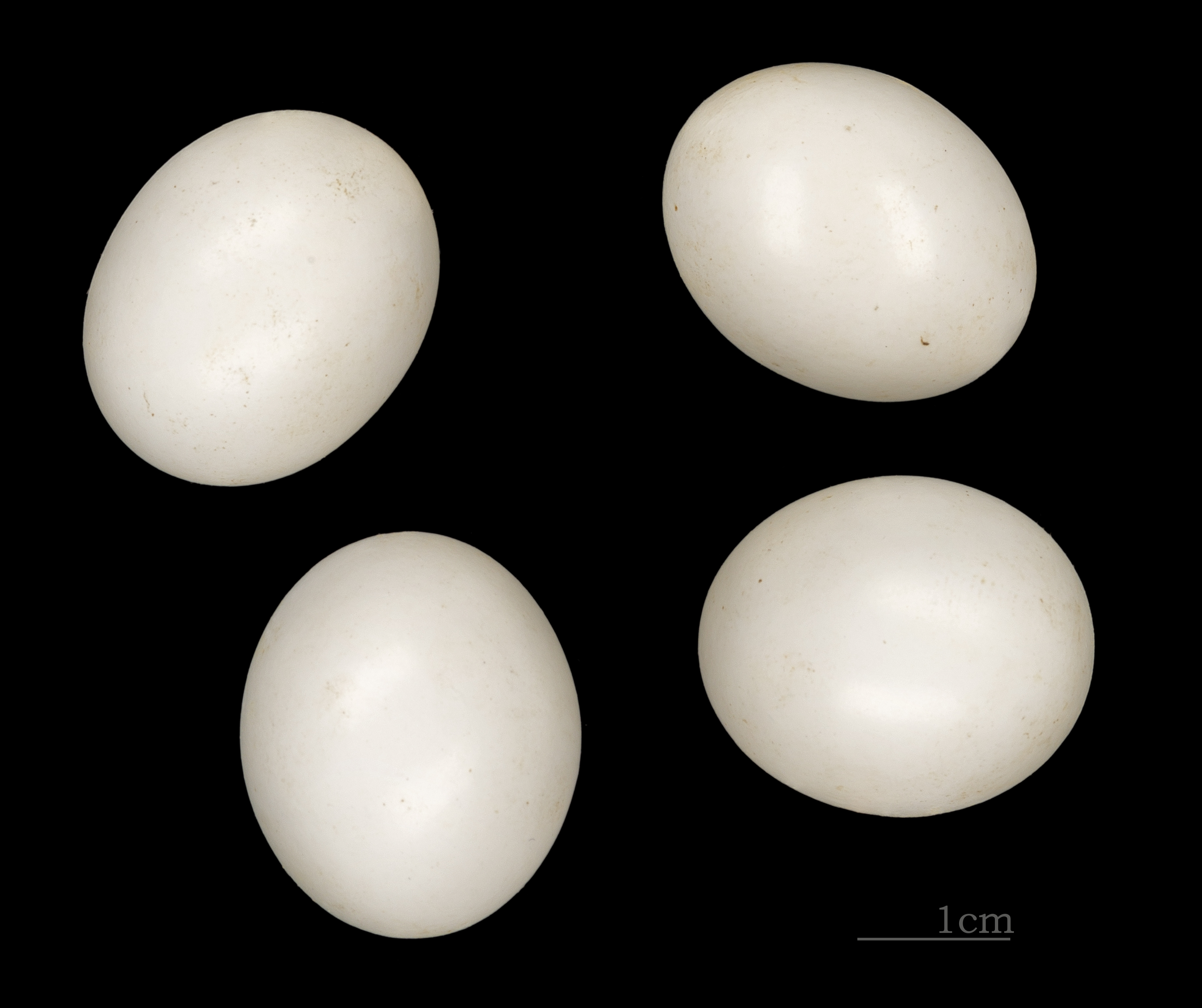
卵

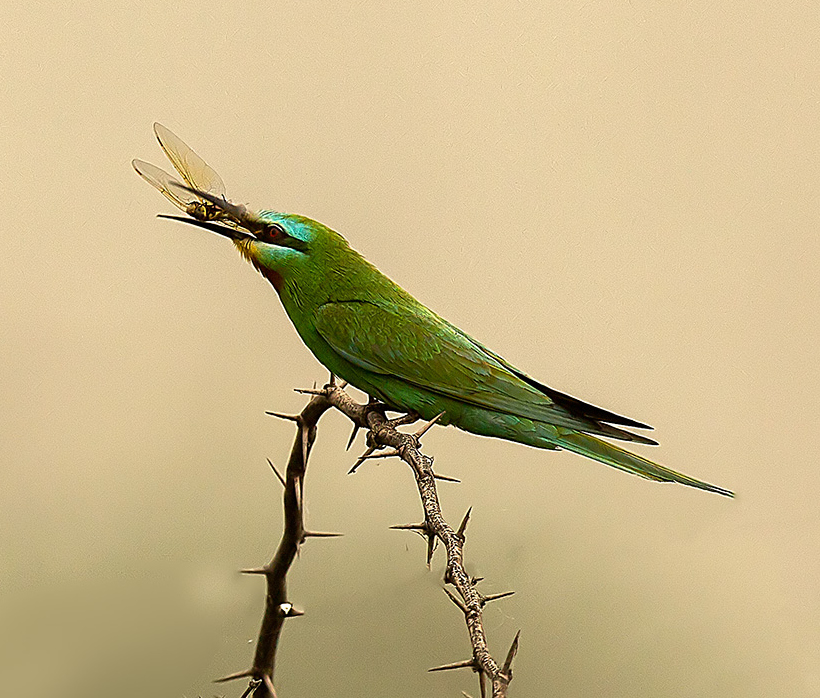
トンボを捕らえたところ

ルリホオハチクイ(瑠璃頬蜂食、Blue-cheeked bee-eater)は、ハチクイ科の鳥である。属名のMeropsは、古代ギリシア語で「ハチを食う」、種小名のpersicusは、ラテン語で「ペルシアの」という意味である。
北アフリカや、トルコから東はカザフスタン、インドまでの中東で繁殖する。一般に長い距離を移動する渡り鳥で、冬季は熱帯アフリカで過ごすが、一年中サヘルに滞在して繁殖する集団もいる。生息域の北限では、多くがイタリアやギリシアで繁殖し迷い込んだものである。

## 分類
2つの亜種が知られている。
- Merops persicus persicus - アジアで繁殖し、東及び南アフリカで越冬する。
- Merops persicus chrysocercus - 北アメリカえ繁殖し、西アフリカで越冬する。

東アジアのハリオハチクイ、北アフリカのw:Olive bee-eaterと近縁の種であり、同種と扱われることもある。

## 記載
他のハチクイと同様、豊かな色彩と痩せた体躯を持つ。体の多くの部分は緑色であるが、顔の側面は青色で、目の辺りには黒い横縞模様がある。喉は黄色から茶色で、嘴は黒色である。体長は31cmに達し、さらに7cmの長い尾を持つ。性による外見の差はあまりないが、メスの方が尾が短い。
亜熱帯で樹木の少ない半砂漠で繁殖し、開けた森林や草地で越冬する。名前が示唆するとおり、主に昆虫、特にハナバチやスズメバチ等を空中で捕まえて食べる。しかし、最も好んで食べるのはトンボである。単独でまたは10匹程度までの緩いコロニーで巣を作る。また、ヨーロッパハチクイとともにコロニーを作ることもある。砂地の土手や堤防、低い崖、カスピ海の沿岸等に巣を作る。1-3mの比較的長いトンネルを作り、4個から8個（まれに6個や7個）の円形で白い卵を産む。オスもメスも卵の世話を行うが夜間はメスが単独で卵を抱く。抱卵期間は、23から26日である。